# フロベニウスの定理 (代数学)
数学の抽象代数学において、フロベニウスの定理（ふろべにうすのていり、英: the Frobenius theorem）とは、実数体上の有限次元の結合的多元体を特徴付ける定理であって、ドイツの数学者フェルディナント・ゲオルク・フロベニウスによって1877年に証明された。この定理は、可換でない実数上の結合的多元体は四元数体しかないことを証明している。

## 内容
D が実数体 R 上の有限次元多元体であれば、以下の何れかが成り立つ。
- D = R
- D = C（複素数体）
- D = H（四元数体）